# 쇼쿠간

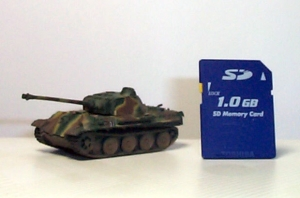
타카라토미 〈월드 탱크 뮤지엄〉 제3탄 5호 전차 판터 G 후기형 3색 위장 및 SD 카드와의 크기 비교의 예 (2007년)

쇼쿠간(일본어: 食玩 →식품용 완구) 또는 식완은 식품완구(일본어: 食品玩具)의 약어이다. "덤(경품)"으로 완구를 첨부한 식품(또는 음료)의 상품 형태의 총칭이다.
업계 용어로는 완구과자(일본어: 玩具菓子) 또는 완과(일본어: 玩菓)라고 한다. 완구 업계에서 "식완"이라는 단어는 "먹을 수 있는 완구(완구 모양의 과자)"를 지칭한다. 풍선껌(먹을 수 있는 완구로 분류됨)도 이런 의미로 사용된 바가 있어 "완구과자"라는 단어가 많이 사용된다.
소비자의 수집 욕구를 환기시켜 성인들로 하여금 구매를 유발하도록 만들어졌다.
식완 구매층의 고령화에 따라 덤으로 CD를 첨부한 식완 CD, DVD를 첨부한 식완 DVD도 등장했다.

## 문화 속의 식완
- 갈레트 데 루아 – 페이브(도자기 모형)를 반죽에 넣고, 잘려진 파이 또는 갈레트에 페이브가 들어 있던 사람은 1년 동안 행복하거나 그날 하루 동안 그것을 함께 먹는 사람들 중에서 왕이 될 수 있다(프랑스 브르타뉴 지방).
- 요울 푸로 – 달콤한 쌀 죽이다. 껍질을 벗긴 아몬드를 한 알만 넣고 그걸 맞힌 사람은 내년에 행복해질 수 있다. 그 아몬드는 독신자에게는 배우자를, 기혼의 여자에게는 아이를 가져다 주는 힘을 가지고 있다(1800년대 이후의 크리스마스, 핀란드).
- 뷔슈 드 노엘 – 재료를 휘저을 때 소원을 빌면서 동전이나 반지를 넣고, 조각을 냈을 때 자신의 케이크에 그것이 들어 있으면 그 소품에 맞춘 소원이 이루어진다(크리스마스, 프랑스).
- 스콘 – 여러 개의 스콘을 만들 때 반죽 속에 동전을 넣어두고, 동전이 들어 있는 스콘을 고른 사람은 행복해진다(헝가리).
- 클라우디 – 수프 안에 반지, 동전, 구슬이 섞여 있고, 어느 것을 건져내느냐로 한 해의 운세를 점친다(할로윈, 켈트 지방).
- 웨딩 케이크 – 케이크 안에 하나만 있는 강낭콩을 고른 사람은 행복해진다(영국), 미혼 여성이 케이크 안에서 반지를 찾으면 결혼할 수 있다(브라질).
- 카라카라 센베이 – 안에 완구가 들어간 속이 비어 있는 삼각형 모양의 전병(에도 시대, 쇼나이·쓰루오카 지방).
- 츠지점 과자 – 안에 검지가 들어간 경단, 떡, 전병(에도 시대의 정월, 호쿠리쿠·주에쓰 지방)
- 포춘 쿠키 – 운세, 격언이 쓰여진 종이가 들어가 있는 쿠키이다. 츠지점 전병을 쿠키로 바꾼 것이다(1915년 미국 파나마 만국 박람회).

## 일본 식완사
- 에도 시대 – 서민의 여행이 어려웠던 시대로, 도야마의 매약으로 대표되는 일본을 여행하는 약장수는 고객에게 각지의 정보, 특산품 등을 약에 대한 덤으로 제공하였다. 특히 에도 시대 후기부터 메이지 시대에 걸친 매약 판화는 유명하다. 아이들에게는 종이 풍선 등의 장난감도 제공했다.
- 1899년 – 무라이 형제 상회의 담배에 담배 카드(트럼프 카드, 군인의 사진, 서양 여성화의 카드)가 부속되기 시작했다. 미국의 담배 판촉을 흉내낸 것으로, 이것이 일본 상업 식완의 실질적인 시초가 된다. 아이가 카드를 목적으로 담배를 피우는 것이 문제시 되어 다음 해에 미성년자 흡연 금지법(현재 20세 미만 흡연 금지법)이 성립되었다.
- 1923년 – 에자키 글리코의 글리코에 카드가 부속되기 시작했다. 담배 카드를 바탕으로 한 판촉 기법으로 본 제품으로부터 근대 상업 식품 완구가 시작된다. 1927년에는 메달이 부속되기 시작했다.
- 1952년 – 가바야 식품의 가바야 카라멜에 점수 카드가 부속되기 시작했다. 점수 카드를 모아 응모하면 초등학생용 명작 소설의 단행본(가바야 문고)를 받을 수 있는 서비스로 1954년까지 실시했다.
- 1964년 3월 – 메이지 제과의 마블 초콜릿에 철완 아톰의 씰이 부속되기 시작했다. 캐릭터를 덤으로 한 첫 식완으로, 이후 TV 캐릭터의 식완화가 본격화된다.[3]
- 1967년 2월 – 모리나가 제과의 초코볼이 발매된다. 랜덤으로 부속되는 마크를 모아 응모하면 "만화의 칸즈메"라는 경품을 받을 수 있었다. 지금까지의 식완은 기존의 과자에 판촉으로서 나중에 덤을 붙인다는 판매 방법이었지만, 본 제품은 처음부터 덤을 부속시키는 판매 방법을 채택한 최초의 식완이다.
- 1971년 12월 – 가루비 제과(현재: 가루비)의 가면라이더 스낵이 발매되었다. 가면라이더의 특제 명장면 카드가 부속된다. 아이들 사이에서 대유행이 일어나, 덤으로 주는 특제 명장면 카드를 목적으로 과자를 사면서 과자 본체는 버리는 사회 문제가 발생했다.
- 1973년 – 가루비 제과의 프로야구 스낵이 발매되었다. 가면라이더 스낵의 인기를 쫓는 것으로 프로야구 선수의 카드가 부속되었다.
- 1977년 – 롯데의 "깜짝맨 깜짝 씰"이 발매되었고, "장난 씰"이 부속되었다. 본 제품 자체는 특별히 큰 인기를 얻지 못한 채 종료되었지만, 10번의 개편을 거쳐 8년 후에 "깜짝맨 악마 VS 천사 씰"이 탄생한다.
- 1978년 4월 – 가바야 식품의 빅원껌이 발매되었다. 부속된 플래킷이 패키지의 대부분을 차지하고 껌은 1개뿐이라서 "껌 쪽이 덤"이라고 말해졌으며, 후에 고급화된 식완의 시조라고도 말할 수 있다. 블라인드식이 아니라 조립 설명서에 적힌 번호가 보이는 작은 구멍이 뚫려 있어 패키지 뒷면의 카탈로그와 함께 내용물을 판별할 수 있다. 가뱌야 식품의 식완은 이 작은 구멍이 뚫린 형식이 주류를 이룬다.
- 1980년대 중반 무렵 – 산요식품의 삿포로 보이 재미있는 컵이 발매되었다. 어린이용 컵라면의 용기 안에 플래킷과 액세서리가 부속되었다. 컵라면 최초의 식완이다.
- 1985년 – 롯데의 "깜짝맨 악마 VS 천사 씰"이 발매되었으며, 오리지널 캐릭터의 씩이 부속되었다. 로치로 대표되는 유사 상품의 남발, 아이들 사이의 씰의 매매, 공정거래위원회의 개입 등 다양한 문제를 낳았다. 또한, 지금까지 만화나 애니메이션을 덤의 원작으로 삼아온 식완이 역으로 만화나 애니메이션 원작의 입장이 된 첫 식완이기도 하다. 본 제품의 성공으로 마구잡이식 씰을 덤으로 한 식완이 속속 탄생한다.
- 1985년 2월 2일 – 유키지루시 식품(현재: 닛폰 액세스)의 전격전대 체인지맨 소시지가 발매되었다. 《전격전대 체인지맨》의 인형이 부속되었다. 본 제품 이후, 《슈퍼 전대 시리즈》를 덤으로 한 소시지, 카레, 후리카케가 발매되었다. 2001년의 《백수전대 가오레인저》까지 같은 상품을 계속 발매해 왔지만, 2002년에 유키지루시 식품의 폐업에 따라 《인풍전대 허리케인저》 이후 슈퍼 전대 시리즈의 소시지 권리는 프리마햄으로 이관된다.
- 1985년 3월 15일 – 마루다이 식품의 거수특수 저스피온 소시지가 발매되었다. 《거수특수 저스피온》의 카드가 부속되었다. 이후에 슈퍼 전대 시리즈 이외의 특수 촬영물을 덤으로 한 식품이 계속 발매되었다.
- 1992년 – 가루비의 J 리그 칩스가 발매되었다. 프로야구 스낵의 축구판으로 축구 선수의 카드가 부속되었다. 봉지 바깥쪽에 부착된 카드가 도난당하는 일이 잦아지자 일부 점포에서는 미리 카드를 떼어내어 계산할 때 점원이 손님에게 전달하는 대책이 마련되었다.
- 1997년 – 칸로에서 킨더 서프라이즈가 발매되었다. 달걀 모양의 초콜릿에 장난감이 들어 있다. 이탈리아의 페레로사로부터 일본 페레로사가 수입한 제품으로, 일본에서의 판매는 두 번째이다. 2년 후에 시작되는 초코 에그 유행의 선구자가 된다.
- 1998년 – 산토리푸즈의 펩시콜라에 펩시맨 병뚜껑(보틀캡)이 부속되기 시작한다. 일본 최초의 병뚜껑 식완이다.
- 1999년 1월 – 후지야의 미니미니 페코짱이 발매되었다. 세계의 페코포코 인형이 부속된다. 출하가 수요를 따라가지 못해 3월에는 판매를 일시 중지할 정도로 성인 여성들에게 인기를 얻으면서 그동안 어린이와 어른들이 주된 고객으로 여겨졌던 식완 구매층을 크게 넓혔다. 본 제품 이후에 식완 시장은 어른들을 주목하기 시작한다.[4]
- 1999년 8월 23일 – 산토리푸즈의 펩시콜라에 《스타워즈 시리즈》의 병뚜껑(보틀캡)이 부속되기 시작한다. 이 이후에 병뚜껑의 식완이 차례차례로 유행해 스테디셀러화 되어 간다.
- 1999년 9월 – 후루타 제과의 초코 에그 일본의 동물 시리즈가 발매되었다. 킨더 서프라이즈처럼 달걀 모양의 초콜릿 안에 장난감이 들어 있다. 기획 단계부터 실력 있는 모형 메이커인 카이요도가 참여한 데에 따른 조형의 질적인 수준이 높을 뿐만 아니라 TV 캐릭터와 같이 유행을 많이 타지 않는 점과 시크릿 아이템의 혼입이 효과를 발휘해 어른들까지 끌어들이는 사회 현상을 낳았다. 업계의 확대, 품질의 고수준화, 주력 구매층의 고연령화 등 식완 및 피규어 업계에 미친 영향이 크다.
- 2002년 – 다이도 드링코의 캔커피 "다이도 데미타스 커피"에 자동차 잡지 "NAVI"가 감수한 일본산 옛날 차의 미니카가 부속되기 시작한다. 이후에 동종 업계의 다른 회사에서도 기간 한정으로 이를 따라하였다.
- 2005년 3월 14일 – 반다이의 신라만상 초코가 발매되었다. "깜짝맨 악마 VS 천사 씰"과 같이 오리지널 캐릭터의 카드가 부속된다. 완구 회사의 식완으로 주로 오타쿠 층으로부터 높은 지지를 받았다.
- 2005년 9월 – 일본 공정거래위원회가 산토리푸즈의 펩시콜라에 부속된 《기동전사 건담 SEED》의 병뚜껑(보틀캡)에 대해 경품이 아닌 경품에 해당하고, 병뚜껑은 현상금의 상한 가격을 초과한다고 경고했다. 이에 따라 산토리는 병뚜껑이 담긴 주머니를 투명한 것으로 변경하고 현상품이 아닌 경품으로 취급하도록 개량했다. 또한 일본 공정거래위원회는 일본 전국청량음료연합회에 대해서도 같은 판매 수법을 취하지 말 것을 요청했다.
- 2009년 8월 31일 – 닛신식품의 컵누들 간장 맛에 《기동전사 건담》 30주년 기념의 콜라보레이션 상품으로 〈이로프라건담〉 시리즈로서는 사상 최소 스케일(1/380)이 되는 특제 오리지널 건프라를 컵누들에 팩한 〈컵누들 미니 건프라 팩〉이 수량 한정으로 발매되었다.
- 2019년 – 식완이 같은 해 10월의 소비세율 인상과 동시에 도입되는 경감세율의 적용 대상이 될지 여부를 둘러싸고 논의가 되었다.
  - 식완은 "과자가 첨부된 완구"라고 자리매김해, 어디까지나 "완구가 메인"으로 취급이 되기 때문에, 식완은 대부분이 소비세율 10%가 된다. 다만, 일본 국세청의 지침에 따르면 "세금 제외 가격이 10,000엔 이하"이고, "가격 중 식품의 비율이 3분의 2 이상" 등의 조건을 만족하면, 소비세율 8%의 경감세율이 적용되는 "음식료품"으로 간주되지만, 많은 메이커는 가격에 관계없이 "식품을 메인으로 하는 것을 8%", "완구를 메인으로 하는 것을 10%"로 하는 방침을 나타내고 있다.[5]

## 대표적인 식완 시리즈
- 글리코 (에자키 글리코)
- 가면라이더 스낵, 프로야구 칩스, J 리그 칩스 (가루비)
- 빅원껌 (가바야 식품)
- 깜짝맨, 조인트 로봇 (롯데)
- 초코 에그 (후루타 제과)
- 초코 Q (타카라)
- FW 건담 컨버지, 기동전사 건담 G 프레임, 모빌리티 조인트 건담 (반다이)

## 같이 보기
- 가챠폰
- 미니카 (완구)
- 피규어 / 동물 피규어
- 트레이딩 카드 / 트레이딩 카드 게임
- 카이요도
- 데아고스티니
- 리멘트
- 반다이